# Miljkovići (Mostar, BiH)
Miljkovići su naseljeno mjesto u gradu Mostaru, Federacija Bosne i Hercegovine, BiH.
Smješteni su na putu Mostar - Međugorje, 5 kilometara zapadno od Mostara. Malo selo Miljkovići na zapadnoj strani brda Kobilovača kod Mostara imalo je još u 18. stoljeću nekoliko katoličkih obitelji koje su 1743. imale 26 članova. Godine 1768. tu žive samo tri obitelji,i to sve tri s drukčijim prezimenima: Martinović, Slišković i Miljković. Kasnije je broj katoličkog stanovništva u tom selu uglavnom rastao.
Godine 1982. je uz pomoć Hrvatskog katoličkog pogrebnog društva iz Mostara sagrađena crkva na mjesnom groblju. Na Dan mrtvih 1982. crkva je svečano otvorena misom za sve žive i pokojne Miljkovčane. U crkvi se nalazi umjetničko raspelo i franjevački grb, rad akademskog kipara Florijana Mićkovića.

## Stanovništvo
| Miljkovići         |              |
| godina popisa      | 1991.        |
| Hrvati             | 186 (58,86%) |
| Muslimani          | 124 (39,24%) |
| Srbi               | 0            |
| Jugoslaveni        | 0            |
| ostali i nepoznato | 6 (1,90%)    |
| ukupno             | 316          |

| Miljkovići         |              |
| godina popisa      | 2013.        |
| Hrvati             | 215 (73,13%) |
| Bošnjaci           | 79 (26,87%)  |
| Srbi               | 0            |
| ostali i nepoznato | 0            |
| ukupno             | 294          |